# 2014 UZ224
2014 UZ224 태양계 가장 바깥쪽의 산란원반을 공전하는 대형 해왕성 바깥 천체이다. 2021년 기준, 대략 89.7 AU(13.42 × 109 km)만큼 태양으로부터 떨어져 있으며, 근일점 인 38 천문단위에 도달할 2142년 까지 거리가 천천히 감소헐 것이다. 발견자들은 이것을 "먼 난쟁이 "를 뜻하는 "DeeDee"라는 별명으로 불린다.
2014 UZ224는 David Gerdes가 이끄는 연구팀이 다크 에너지 카메라(DECam)로 수집한 데이터를 사용하여 발견한 천체이다. 이 천체의 지름은 약 635km이며, 태양빛의 약 13%만 반사한다. (532037) 2013 FY27이 2019년 5월에 공식적으로 번호가 부여된 이후, 2024년 7월 기준으로 2014 UZ224는 태양계에서 가장 큰 번호 미부여 천체일 수 있다(2012 VP113도 참고할 것). 2014 UZ224의 가장 이른 선발견(precovery) 관측 기록은 2006년 10월 15일 마우나케아 천문대에서 이루어졌다.

## 궤도

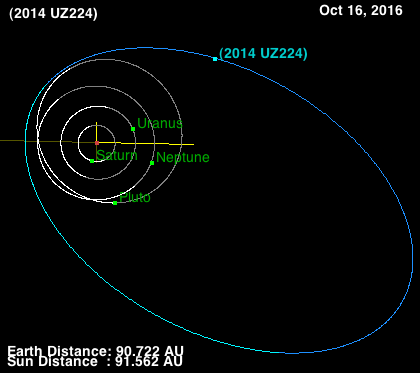

약 1,100년에 한 번씩 태양을 공전하며, 안정적인 궤도를 따라 태양에서 두 번째로 멀리 떨어진 천체이다. 근일점은 명왕성의 원일점과 거의 비슷하며, 2142년 5월 22일에 도달할 예정이다.

## 번호 및 명명
2025년 현재, 이 소행성은 소행성센터 에서 MPC 번호나 이름이 붙혀지지 않았다.

## 같이 보기
- 태양으로부터 가장 멀리 떨어진 태양계 천체 목록(영문 Wikipedia)
- 최대 원일점별 태양계 천체 목록(영문 Wikipedia)